# Sông Trí
Sông Trí là một con sông tại tỉnh Hà Tĩnh thuộc vùng Bắc Trung Bộ Việt Nam.
Sông này bắt nguồn từ vùng núi Yên Ngựa thuộc huyện Kỳ Anh, chảy qua trung tâm thị xã Kỳ Anh rồi hợp lưu với sông Quyền trước khi đổ ra biển Đông tại cửa Khẩu. Sông có chiều dài 26 km và diện tích lưu vực 57 km². Năm 2009, chính quyền đã cho ngăn dòng sông Trí tại xã Kỳ Hoa để hình thành hồ chứa nước với dung tích 25,4 triệu m³, có chức năng cung cấp nước cho khu kinh tế Vũng Áng, nước sản xuất nông nghiệp và sinh hoạt cho người dân các đô thị phía nam Hà Tĩnh cũng như tạo cảnh quan môi trường và kiểm soát lũ.